# أزدرخت توتي
أزدرخت توتي (الاسم العلمي:Melia baccata) هو نوع غير مؤكد من النباتات يتبع جنس الأزدرخت من الفصيلة الأزدرختية.